# Juan Silva (Fußballspieler, 1981)
Juan Silva, vollständiger Name Juan Ignacio Silva Cerón, (* 15. Januar 1981 in Montevideo) ist ein uruguayischer ehemaliger Fußballspieler.

## Karriere
Der 1,79 Meter große Mittelfeldakteur Silva stand zu Beginn seiner Karriere in den Jahren 2000 und 2001 in Reihen des in Montevideo beheimateten Erstligisten River Plate Montevideo. Von 2002 bis Ende 2004 spielte er für Deportivo Maldonado und bestritt bei den Südosturuguayern in der Saison 204 elf Partien in der Primera División. Dabei erzielte er zwei Treffer. Anfang 2005 wechselte Silva nach Guatemala zu CSD Comunicaciones. Von Mitte 2005 bis Ende Juli 2006 war er für den uruguayischen Erstligisten Club Atlético Rentistas aktiv. In der Saison 2005/06 absolvierte er für die Montevideaner 27 Erstligabegegnungen und schoss fünf Tore. Während der Apertura 2006 gehörte er der Mannschaft der Rampla Juniors an, bestritt in jener Halbserie 14 Erstligaspiele und traf einmal ins gegnerische Tor. Anschließend führte sein weiterer Karriereweg für das erste Halbjahr 2007 ins europäische Ausland zum italienischen Klub US Triestina. Bei den Italienern wurde er in diesem Zeitraum zwölfmal in der Serie B eingesetzt und erzielte zwei Treffer. In der Saison 2007/08 war Silva nach seiner Rückkehr nach Uruguay Spieler des Club Atlético Peñarol. Sechsmal lief er für die "Aurinegros" in der höchsten uruguayischen Spielklasse auf. Ein Tor schoss er nicht. Ab Anfang August 2008 folgte bis zum Jahresende ein Engagement in Norwegen bei Lyn Oslo. Seit Jahresbeginn 2009 stand er zum zweiten Mal in seiner Karriere in Reihen der Rampla Juniors. In den Spielzeiten 2008/09 und 2009/10 wurde er dort achtmal (ein Tor) bzw. fünfmal (kein Tor) in Erstligaspielen eingesetzt. Ende Januar 2011 schloss er sich Miramar Misiones an. In der Clausura 2011 kam er dort in fünf Spielen (kein Tor) der Primera División zum Einsatz, stieg mit dem Klub aber am Saisonende ab. In der nachfolgenden Zweitligaspielzeit 2011/12 absolvierte er vier Partien (kein Tor) in der Segunda División. Ab Mitte 2012 sind keine weiteren Karrierestationen für ihn verzeichnet.